# Chilicola canei
Chilicola canei är en biart som beskrevs av Michener 2002. Chilicola canei ingår i släktet Chilicola och familjen korttungebin. Inga underarter finns listade i Catalogue of Life.